# Eugène
Eugène (IPA: ø.ʒɛn) ist ein französischer männlicher Vorname griechischen Ursprungs (altgriechisch Εὐγένιος) mit der Bedeutung „wohlgeboren, edel“. Der Vorname tritt im 19. Jahrhundert in gehäufter Weise auf. Die deutschsprachige Form des Namens ist Eugen, die englischsprachige Eugene.

## Namensträger

### Vorname

#### A
- Eugène Aisberg (1905–1980), russisch-französischer Wissenschaftsjournalist
- Eugène Anthiome (1836–1916), französischer Komponist
- Eugène Michel Antoniadi (1870–1944), griechischer Astronom
- Eugène Atget (1857–1927), französischer Fotograf

#### B
- Eugène de Beauharnais (1781–1824), französischer Herzog
- Eugène Becker (1884–19**), luxemburgischer Fußballspieler
- Eugène Berger (1960–2020), luxemburgischer Politiker und Bergsteiger
- Louis Eugène Bertier (1809–18**), französischer Porträt- und Genremaler
- Eugène Bigot (1888–1965), französischer Komponist und Dirigent
- André-Eugène Blondel (1863–1938), französischer Physiker
- Eugène Boch (1855–1941), französisch-belgischer Maler und Dichter
- Napoléon Eugène Louis Bonaparte (1856–1879), kaiserlicher Prinz von Frankreich
- Eugène Bonhôte (1857–1924), Schweizer Politiker
- Eugène Borel (1835–1892), Schweizer Politiker und Jurist
- Charles-Eugène Boucher de Boucherville (1822–1915), Politiker in der kanadischen Provinz Québec
- Eugène Bourdon (1808–1884), französischer Uhrmacher, Ingenieur und Erfinder
- Eugène Bozza (1905–1991), französischer Komponist
- Eugène Boudin (1824–1898), französischer Maler
- Eugène Henri Brisson (1835–1912), französischer Politiker
- Eugène Buret (1810–1842), französischer Schriftsteller
- Eugène Burnand (1850–1921), Schweizer Maler
- Eugène Burnouf (1801–1852), französischer Indologe

#### C
- Eugène Caillaux (1822–1896), französischer Politiker
- Eugène Camara (1942–2019), guineischer Politiker
- Eugène Cardine (1905–1988), französischer Kirchenmusiker und Theologe
- Eugène Carrière (1849–1906), französischer Maler und Lithograph
- Eugène Casalis (1812–1891), französischer protestantischer Missionar
- Eugène Charles Catalan (1814–1894), belgischer Mathematiker
- Louis-Eugène Cavaignac (1802–1857), französischer General
- Eugène Chaboud (1907–1983), französischer Formel-1- und Sportwagenrennfahrer
- Eugène Chartier (~1893–1963), kanadischer Violinist, Dirigent und Musikpädagoge
- Eugène Chevreul (1786–1889), französischer Chemiker
- Eugène Christophe (1885–1970), französischer Radrennfahrer
- Jérôme-Eugène Coggia (1849–1919), französischer Astronom
- Eugène Cortambert (1805–1881), französischer Bibliothekar und Geograf
- Charles Eugène de Croÿ (1651–1702), österreichisch-russischer Feldmarschall

#### D
- Eugène Daumas (1803–1871), französischer General und Autor
- Eugène Delacroix (1798–1863), französischer Maler
- Eugène Delaplanche (1836–1891), französischer Bildhauer
- Charles Eugène Delaunay (1816–1872), französischer Mathematiker und Astronom
- Eugène Deloncle (1890–1944), französischer Ingenieur und Politiker
- Eugène Delporte (1882–1955), belgischer Astronom
- Eugène-Anatole Demarçay (1852–1903), französischer Chemiker
- Eugène André Despois (1818–1876), französischer Schriftsteller
- Eugène Devéria (1805–1865), französischer Maler
- Jean-Alexandre-Eugène Dieudonné (1906–1992), französischer Mathematiker
- Eugène van Dievoet (1862–1937), belgischer Architekt
- André Adolphe-Eugène Disdéri (1819–1889), französischer Fotograf
- Albert Eugène Divo (1895–1966), französischer Automobilrennfahrer
- Eugène Dodeigne (1923–2015), belgischer Bildhauer
- Eugène Dubois (1858–1940), niederländischer Anthropologe und Geologe
- Eugène Gustav Dücker (1841–1916), deutsch-estnischer Maler
- Charles Théodore Eugène Duclerc (1813–1888), französischer Journalist und Politiker
- Eugène Dupréel (1879–1967), belgischer Philosoph
- Eugène Durieu (1800–1874), französischer Fotograf

#### F
- Eugène Fichel (1826–1895), französischer Maler
- Eugène Flachat (1802–1873), französischer Eisenbahn-Ingenieur
- Eugène Fromentin (1820–1876), französischer Schriftsteller, Kunstkritiker und Maler

#### G
- Eugène Gigout (1844–1925), französischer Organist und Komponist
- Eugène Giraud (1806–1881), französischer Maler und Kupferstecher, Karikaturist, Lithograph und Bühnenbildner
- Eugène Goossens (Dirigent, 1845) (1845–1906), belgischer Dirigent
- Eugène Goossens (Dirigent, 1867) (1867–1958), französischer Dirigent und Violinist belgischer Herkunft
- Eugène Aynsley Goossens (1893–1962), englischer Dirigent und Komponist belgischer Herkunft
- Marc-Eugène de Goulard (1808–1874), französischer Politiker
- Eugène Goupil (1831–1896), französisch-mexikanischer Kaufmann, Philanthrop und Kunstsammler
- Eugène Grasset (1845–1917), französischer Bildhauer, Maler und Illustrator
- Eugène Green (* 1947), französischer Theater- und Filmregisseur
- Eugène-Émile-Paul Grindel (Pseudonym: Paul Éluard; 1895–1952), französischer Dichter
- Eugène Grisot (1867–1954), französischer Bogenschütze
- Charles-Eugène Guye (1866–1942), Schweizer Physiker

#### H
- Georges-Eugène Haussmann (1809–1891), Präfekt von Paris und Stadtplaner
- Eugène Hénard (1849–1923), französischer Architekt und Städteplaner
- Eugène Ernest Hillemacher (1818–1887), französischer Maler

#### I
- Eugène Ionesco (1909–1994), französisch-rumänischer Dramatiker
- Eugène Isabey (1803–1886), französischer Maler

#### K
- Eugène Kangulungu (* 1976), kongolesischer Fußballspieler
- Eugène Klinckenberg (1858–1942), niederländischer Maler

#### L
- Aymar Eugène de La Baume Pluvinel (1860–1938), französischer Astronom
- Eugène Marin Labiche (1815–1888), französischer Lustspieldichter
- Eugène Lachat (1819–1886), römisch-katholischer Bischof
- Eugène Lacheurié (1831–1907), französischer Komponist
- Eugène Louis Lami (1800–1890), französischer Maler
- Eugène Augustin Lauste (1857–1935), französischer Elektromechaniker
- Eugène Lecrosnier (1923–2013), französischer römisch-katholischer Bischof
- Eugène Lefébure (1838–1908), französischer Ägyptologe
- Jules Eugène Lenepveu (1819–1898), französischer Maler
- Eugène Lepoittevin (1806–1870), französischer Maler
- Eugène Leroux (1833–1905), französischer Maler
- Eugène de Ligne (1804–1880), belgischer Politiker
- Eugène Kouamé Lokossoué (* 1985), ivorischer Radrennfahrer

#### M
- Eugène Maës (1890–1945), französischer Fußballspieler
- Eugène Mage (1837–1869), französischer Marineoffizier und Afrikareisender
- Paul Eugène Magloire (1907–2001), haitianischer General und Politiker
- Eugène Marais (1871–1936), südafrikanischer Jurist, Biologe, Dichter, Schriftsteller und Zeitungsherausgeber
- Eugène Marcel (Pseudonym: Marcel Prévost; 1862–1941), französischer Romanautor und Dramatiker
- Joseph-Marie-Eugène Martin (1891–1976), französischer Kardinal
- Claude Eugène Méderlet (1867–1934), römisch-katholischer Erzbischof
- Jean-Philippe-Eugène de Merode-Westerloo (1674–1732), belgischer Offizier
- Auguste Nicolas Eugène Millon (1812–1867), französischer Chemiker
- Eugène Moke Motsüri (1916–2015), kongolesischer Weihbischof
- Eugène Mougin (1852–1923), französischer Bogenschütze
- Eugène Müller (1861–1948), elsässischer Theologe, französischer Senator und Abgeordneter sowie deutscher Landtagsabgeordneter

#### N
- Eugène Njo-Léa (1931–2006), kamerunischer Fußballspieler und -funktionär
- Eugène N’goran Kouadio Djué, ivorischer Milizführer

#### O
- Eugène Ortolan (1824–1891), französischer Jurist, Diplomat und Komponist

#### P
- Eugène Parlier (1929–2017), Schweizer Fußballspieler
- Jean Claude Eugène Péclet (1793–1857), französischer Physiker
- Eugène Pottier (1816–1887), französischer Textdichter der Internationale
- Eugène Prévost (1809–1872), französischer Komponist und Dirigent
- Eugène de Pruyssenaere (1826–1864), belgischer Afrikaforscher

#### R
- Eugène Rambert (1830–1886), Schweizer Schriftsteller und Naturforscher
- Sylvain Eugène Raynal (1867–1939), französischer Militäroffizier, Stadtkommandant von Mainz
- Eugène Renevier (1831–1906), Schweizer Geologe und Paläontologe
- Eugène Revillout (1843–1913), französischer Ägyptologe
- Eugène Richez (1864–?), französischer Bogenschütze
- Jean Eugène Robert-Houdin (1805–1871), französischer Zauberkünstler und Automatenkonstrukteur
- Pierre-Eugène Rouanet (1917–2012), französischer römisch-katholischer  Bischof
- Louis Eugène Roy (1861–1939), haitianischer Politiker
- Charles Joseph Eugène Ruch (1873–1945), römisch-katholischer Bischof
- Eugène Ruffy (1854–1919), Schweizer Politiker und Rechtsanwalt

#### S
- Eugène Schaus (1901–1978), Luxemburger Politiker
- Eugène Schueller (1881–1957), französischer Unternehmer und Politiker
- Eugène Scribe (1791–1861), französischer Dramatiker und Librettist
- Pierre Eugène du Simitière (1737–1784), schweizerisch-US-amerikanischer Künstler und Philosoph
- Eugène Simon (1848–1924), französischer Arachnologe
- Georges Eugène Sorel (1847–1922), französischer Sozialphilosoph
- Eugène Georges von Stoffel (1823–1907), französischer Offizier und Militärschriftsteller
- Eugène Sue (1804–1857), französischer Schriftsteller

#### T
- Eugène Terre’Blanche (1941–2010), rechtsextremer südafrikanischer Politiker
- Eugène Tisserant (1884–1972), Kardinaldekan der katholischen Kirche
- Eugène Trutat (1840–1910), französischer Fotograf
- Eugène Turpin (1848–1927), französischer Chemiker

#### V
- Eugène Vast (1833–1911), französischer Organist und Komponist
- Eugène Joseph Verboeckhoven (1799–1881), belgischer Maler
- Eugène Verdier (1827–1902), französischer Blumen- und Rosenzüchter
- Eugène François Vidocq (1775–1857), französischer Krimineller und Kriminalist
- Eugène Viollet-le-Duc (1814–1879), französischer Architekt und Kunsthistoriker

#### W
- Eugène Walaschek (1916–2007), Schweizer Fußballspieler
- Eugène Weidmann (1908–1939), deutscher Mörder in Frankreich

#### Y
- Eugène Ysaÿe (1858–1931), belgischer Komponist und Violinist

#### Z
- Eugène Znosko-Borovsky (1884–1954), französischer Schachmeister und -Autor russischer Herkunft

### Künstlername
- Eugène, Pseudonym von Eugène Meiltz (* 1969), rumänisch-schweizerischer Schriftsteller